# Chafiga Akhundova
Chafiga Akhundova (en azéri: Şəfiqə Qulam qızı Axundova ; née le 21 janvier 1924 à Nukha (Chéki) et morte le 26 juillet 2013 à Bakou) est une compositrice azerbaïdjanaise, artiste du peuple de la République d'Azerbaïdjan (1998), lauréate de l'Ordre de Chohrat (Gloire) (2005).

## Biographie
Chafiga Akhundova est née en 1924 dans la ville de Chéki. En 1943-1944, alors qu'elle étudie au École de musique Asaf Zeynally à Bakou, elle suit les cours d'Uzeyir Hadjibeyov. En 1956, elle est diplômée du Conservatoire d'État d'Azerbaïdjan, avec spécialisation en composition, dans la classe de B. Zeidman. En 1998, elle reçoit le titre d'Artiste du peuple de la République d'Azerbaïdjan. En 2004, elle reçoit l'Ordre de la Gloire.

## Œuvre
En 1972, Chafiga Akhundova écrit l'opéra "Roche de la mariée". Elle écrit un certain nombre de belles chansons ("Leyla", "Bakhtiyar eller", etc.), l'opérette "Notre maison, notre secret" (1965), des pièces pour quatuor à cordes, "Aydin" pour le théâtre dramatique, " Adieu l'Inde!", "Pourquoi vis-tu ?" Les pièces de théâtre, " L'histoire du clown ", "L'anniversaire du lapin ", etc. Il est l'auteur de musiques pour des pièces de théâtre pour enfants. Ses chansons lyriques et ses romans composés sur des poèmes de poètes azerbaïdjanais sont très populaires parmi le peuple.Elle est considérée comme la première femme compositrice d'opéra en Orient.

## Décorations
- Ordre de la Gloire (2005)
- Ordre de l'insigne d'honneur (9 juin 1959)
- Artiste du peuple d'Azerbaïdjan (1998)
- Artiste émérite de la RSS d'Azerbaïdjan (1973)